# Karl Theodor Toeschi
Karl Theodor Toeschi (* 7. April 1768 in Mannheim; † 10. Oktober 1843 in München) war ein italienischstämmiger Violinist und Komponist.

## Leben und Wirken
Karl Theodor Toeschi (auch Carlo Teodoro Toeschi, Charles Toesca) entstammte einer alten italienischen Musikerfamilie (Toesca de Castellamonte). Sein Vater war der Mannheimer Konzertmeister Giovanni Battista Toeschi (1735–1800). Der Adelstitel für seinen Vater und ihn wurde am 23. September 1798 anerkannt. Am 7. Januar 1800 heiratete er Hyazintha von Riß auf Risenfeld (1780–1824).
1802 wurde Carl Theodor Toesca v. Castella Monte als Violinist am Münchner Hof erwähnt.

## Werke (Auswahl)
- Symphonie concertante – BSB Mus.ms. 3053 (1790)
- 6 Münchner Redout-Ländler für d. Pianoforte (1822)
- 6 Münchner Odeon-Ländler (1828)
- 6 Hofball-Ländler für d. Pianoforte, (F-Dur) (1831)
- Vergissmeinnicht: 6 Hofballwalzer für d. Pianoforte (1832)